# 安渡滩
安渡滩位于南沙群岛东南部，南海礁东南约13海里，北纬7度35分至57分，东经113度55分至114度30分范围内。是一座东北－西南走向的浅滩，边缘分布着破浪礁和光星仔礁等。1935年中华民国出版的《水陆地图审查委员会会刊》第一期刊登的《中国南海各岛屿华英名对照表》公布的名称为“安达息破礁”，1947年中华民国内政部方域司审定公布和1983年中华人民共和国中国地名委员会授权公布的标准名称均为“安渡滩”。西方文献一般称为“Ardasier Bank”。